# Парк Черкаської обласної лікарні
Парк Черка́ської обласно́ї ліка́рні — парк-пам'ятка садово-паркового мистецтва місцевого значення. Об'єкт розташований на території Черкас Черкаської області, мікрорайону «Соснівка».
Площа — 20,6 га, статус отриманий у 1972 році.

## Галерея

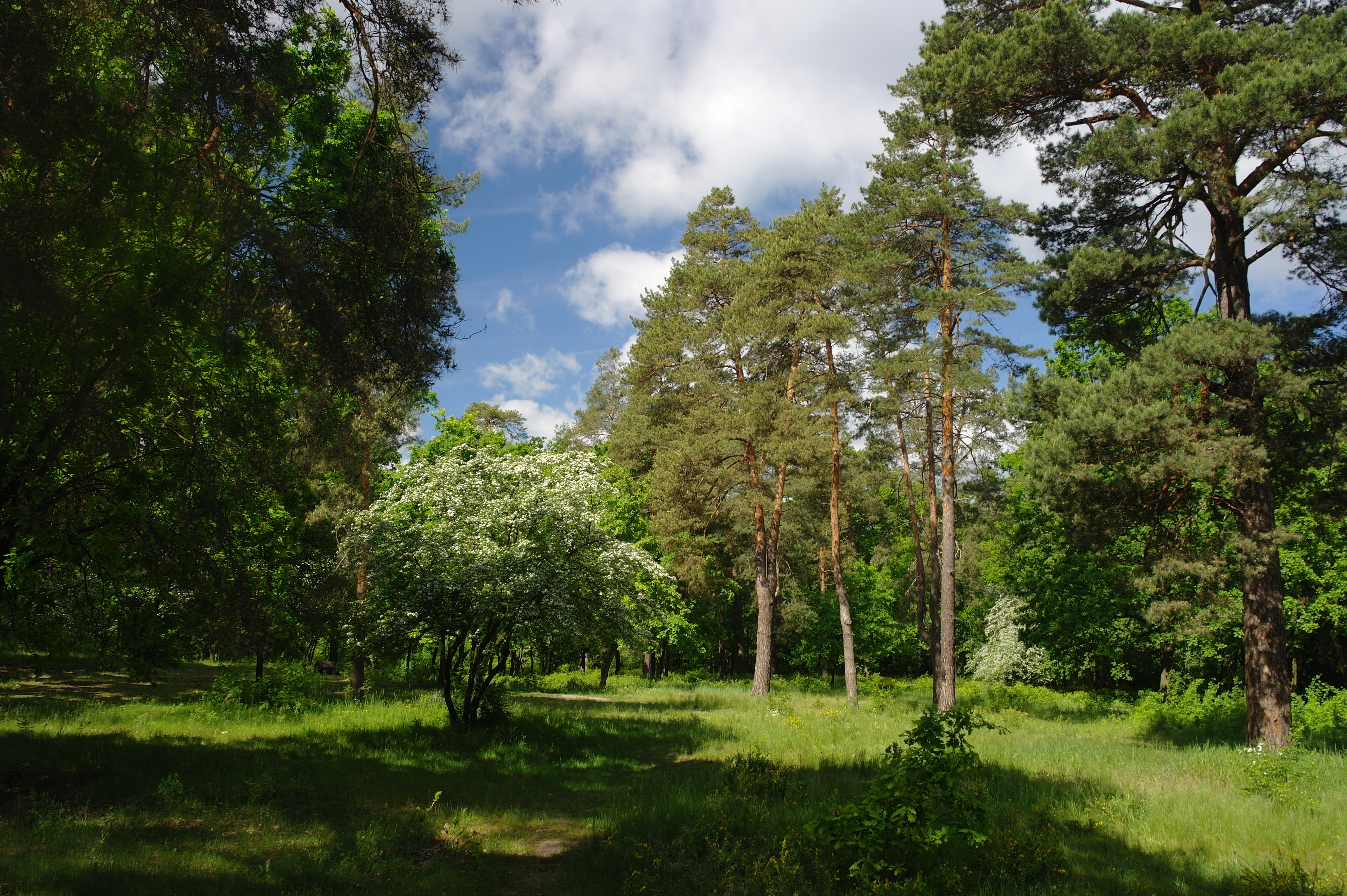
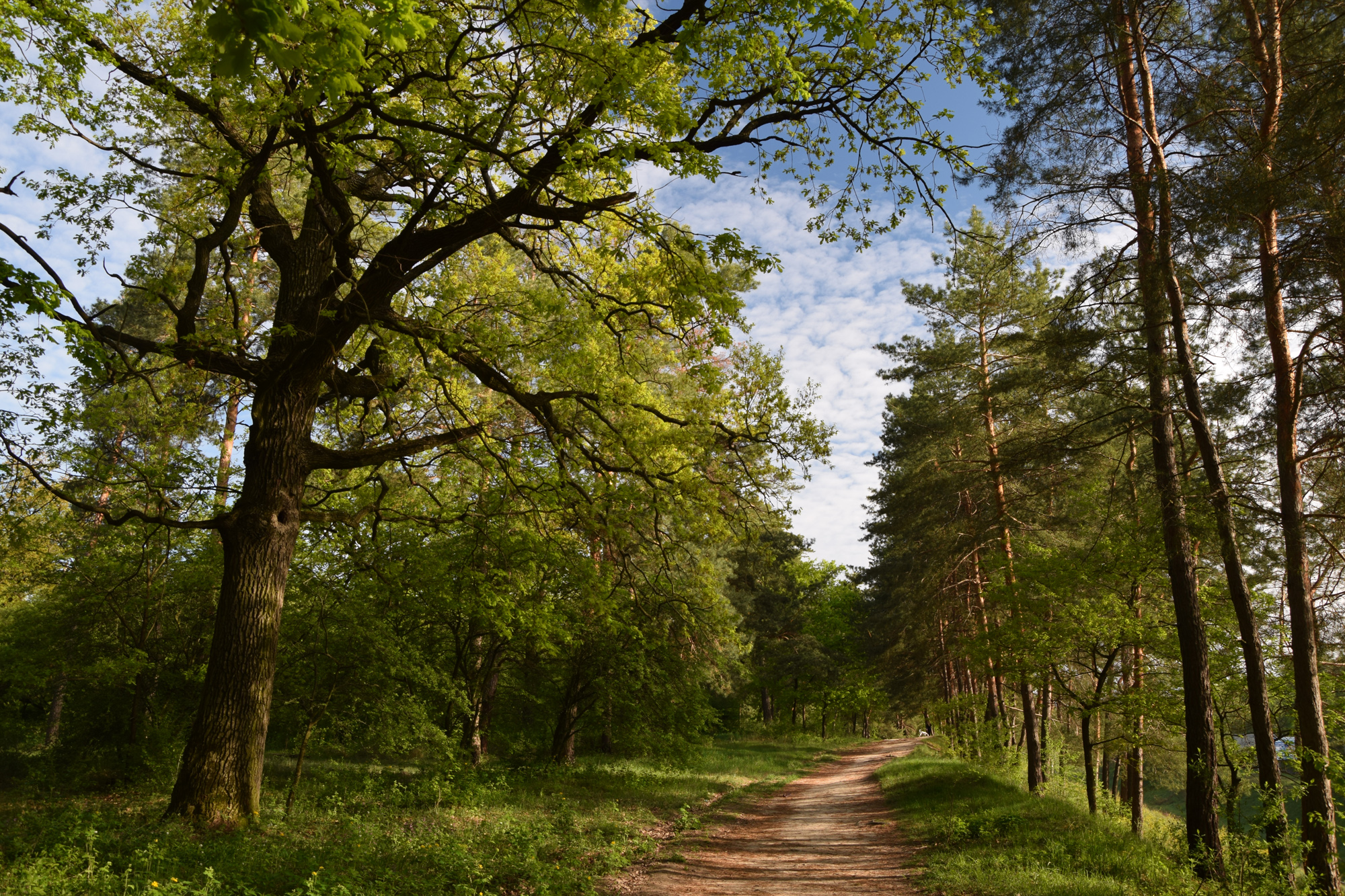
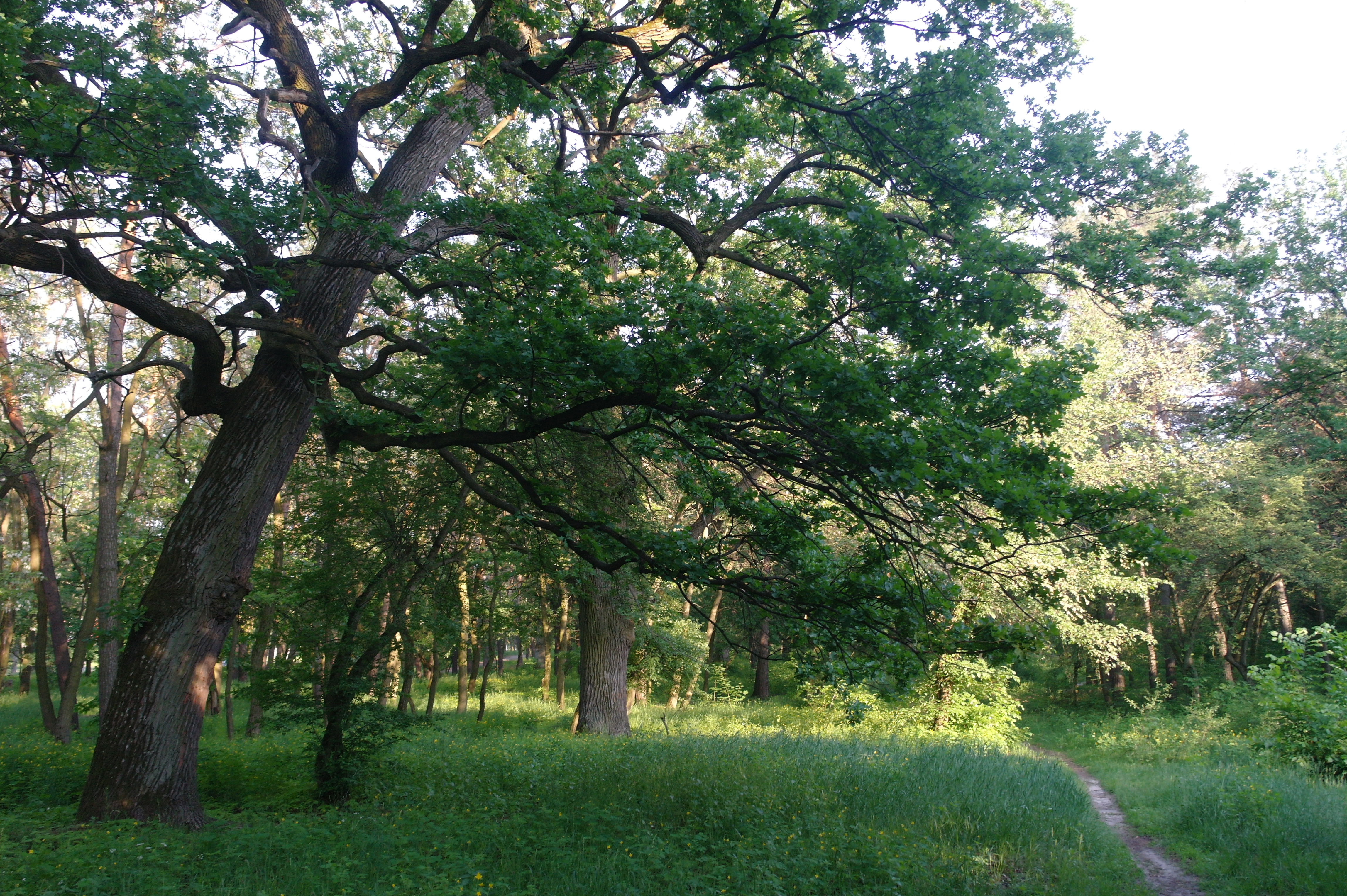
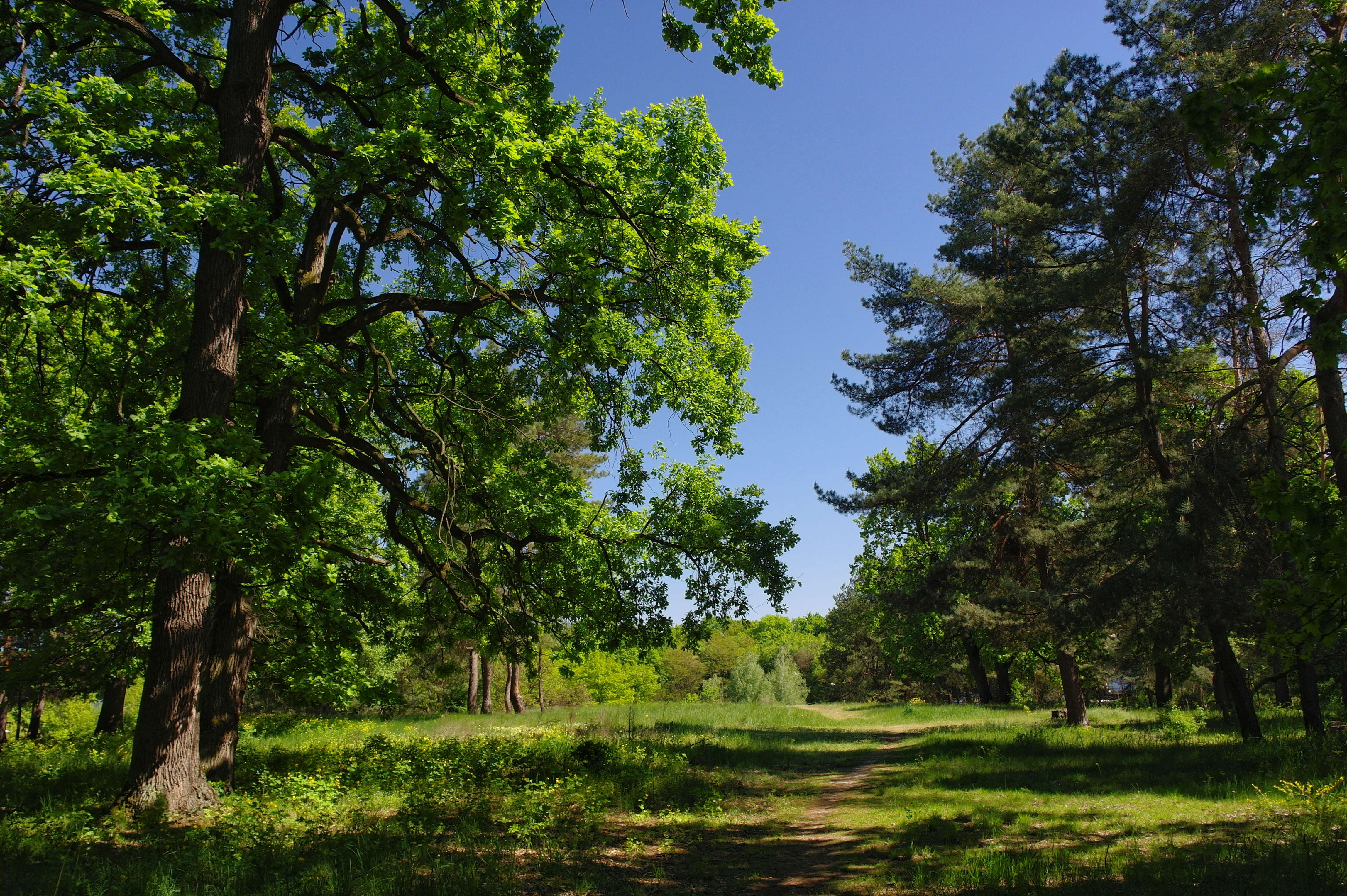